# 山地草場屠殺事件
山地草場屠殺事件（Mountain Meadows massacre）或有譯做高原慘案，摩門教將之稱爲梅都斯山大屠殺或梅都斯山屠殺事件，是美國歷史上一件殘殺移民的慘案。指1857年9月11日，一批主要是来自阿肯色州的移民，在沿著老西班牙路往加州前進時，在猶他州南部一個名叫山地草場（Mountain Meadows）的一個暫停點被屠殺的事件。推測被殘殺的人數從不到100人到140人左右。這個事件造成的原因和當時的情況仍有相當的爭議性。

## 範徹車隊

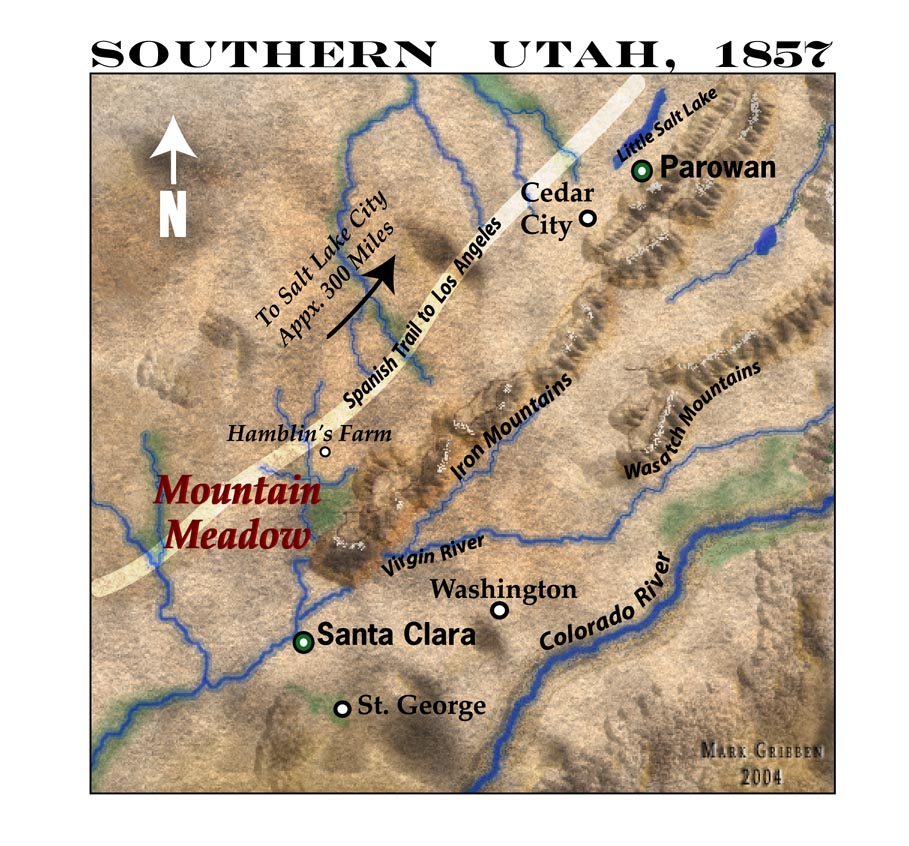
1857年猶他州南部山地草場和周邊地區的地圖, 地圖中顯現出那條老西班牙路。

在1857年春天，約有40個歐洲移民後裔的家庭組織了一個蓬頂馬車車隊，準備西往南加州移民。這些家庭來自阿肯色州的馬里昂（Marion）、克勞福特（Crawford）、卡洛爾（Carroll）和強森（Johnson）郡，他們在阿肯色州哈里遜（Harrison）的南方的貝樂史丹（Beller's Stand）集合準備西行。這群人本來被稱做貝克（Baker）車隊和珀金斯（Perkins）車隊，但是西行的途中很快地有其他阿肯色州來的車隊加入。其後依領隊姓名亞歷山大·範徹而被稱為範徹車隊團。範徹「上校」當時已經去過了加州兩趟。依當時的眼光，範徹車隊在這些旅程上是頗富經驗、組織嚴謹且裝備精良。後來有從由其他州（包括從密蘇里州）來的個人和家庭們加入他們。

## 行經猶他
車隊團在7月到達當時的美國猶他領地，整個車隊共帶著約900頭牛。但是他們在1857年8月3日 到達鹽湖城 的時候一些補給品存量已經偏低。在進鹽湖城的數天前，摩門教領袖兼猶他領地行政長官楊百翰為回應美國聯邦政府可能發動的征伐行動，宣告戒嚴令。美國軍隊當時承詹姆斯·布坎南總統之命，正向猶他領地行進，造成後來被稱為 Utah War（猶他戰爭）的事件。
範徹車隊本來是要走北邊的道路前往加州，但由於是季節之末，所以改走南道，經今猶他州南部。當地的摩門教徒對外來的「外邦人們」抱持懷疑態度，基於許多原因拒絕與車隊團交易往來。箇中原因包括楊百翰當時剛發布戒嚴令，楊百翰先前的命令阻撓與移民者之間的食物交易，並禁止在獲得路過許可前通過他們的地盤。而範徹車隊當時沒有這樣的通行許可（車隊的領隊們可能不知道楊百翰宣佈實行的戒嚴令，因為該戒嚴令遲至當年9月15日（屠殺事件發生後的4天後）重新發布後才告知大眾）。
這個車隊後來有11個採礦工人和一些自稱是「密蘇里野貓」的平原居民加入。這些加入的人當中有些被指稱嘲弄、破壞、並給沿著那條路的當地的摩門教徒和印第安原住民「製造麻煩」（一些證詞說他們有那把「把老約的內臟打出來」的槍）。這些故事散佈了整個摩門社群，但至今仍不清楚「密蘇里野貓」在離開鹽湖城後還跟著緩慢移動的車隊，或者早已脫隊。另外，摩門教領袖十二使徒之一的溥瑞特·帕雷（Parley P. Pratt）幾個月前在阿肯色被謀殺了（被妻子尚未與其離異就給一夫多妻的溥瑞特帕雷娶走的丈夫謀殺））。而溥瑞特被殺的消息只剛剛傳到這個地區。這些傳聞、戒嚴令、戰爭的威脅和有限的供應造成摩門教徒們不賣食物給範徹車隊。

### 雪松城會議
當範徹車隊接近山地草場的時候，在雪松城（Cedar City）和附近的帕羅宛（Parowan） 當地的摩門教徒開了幾次會議，考慮如何實行楊百翰所頒佈的戒嚴令.。他們決定「消滅」範徹車隊，但是猶豫了，並送了傳訊人去鹽湖城（來回路程騎馬耗時六日）。當這個時候，當地的摩門教徒之間的通訊管道似乎斷裂了。

## 山地草場
飢餓困乏的範徹車隊終於在9月初的時候在群山環繞的山地草場找到了水和給牲畜的青草地，該地是老西班牙路上廣為人知的一處暫停點。範徹車隊在9月初的時候在山地草場找到了綠草地和飲水。他們打算在這個地方休養生息幾天然後再上路。在9月7日他們被一群原住民派尤特人和身穿原住民服飾的摩門教徒民兵攻擊。範徹車隊為了保護自己，以蓬頂車隊圍成圓陣，降低蓬頂，將車輪都鏈在一起，再於圓圈外挖掘壕溝，實土於蓬頂車下方和車中，作成了一個堅固的堡壘。有7個移民死於這次攻擊，埋在圓圈車隊堡壘中。另有16人受傷。這次攻擊事件持續5天，期間車隊缺乏糧食飲水，彈藥存量也逐漸減少。。
在9月11日星期五，兩隊摩門教民兵拿著白旗接近範徹車隊，後來當地的印地安人事務代理人暨摩門教民兵長官約翰·D·李（John D. Lee） 也到了。李告訴這些移民們他已經和派尤特人商量了一個停戰協議，如果範徹車隊同意留下所有的牲口給派尤特人的話，他們會讓移民們在摩門教徒的保護下進入雪松城。範徹車隊同意了。他們分成三隊。17個年幼的小孩和幾位母親們以及幾個傷者被放在第一個蓬頂車隊，第二隊則是由女人和小孩步行。在後面押隊的是範徹車隊的男人們，每個男人的右邊有一個有武器的摩門教民兵陪同。他們由雪松城西北方接近，這三個隊伍逐漸的分開，隊伍之間的視野被樹叢和山丘擋住。行進2公里後，摩門教徒會同躲在附近的派尤特人對車隊成員不分男女見人就殺。幾個迅速逃離的人則被追殺。兩個十多歲的女孩瑞秋·鄧拉普（Rachel Dunlap）和露絲·鄧拉普（Ruth Dunlap）成功地跑到附近小峽谷陡峭的斜坡上，躲在樹叢後面幾分鐘，但是被從帕羅宛來的一個派尤特酋長看見，被帶到約翰·D·李的前面。有報告稱當時18歲的露絲·鄧拉普跪在約翰·D·李的前面不斷地哀求說：『Spare me, and I will love you all my life!（饒我一命吧，我會一輩子敬愛你）』 （約翰·D·李否認這件事）。50年後，一位當時還是個孩子的摩門教女性說當時他聽到在聖喬治（St. George） 的摩門教的婦女說兩個女孩都遭姦殺。
所有參與屠殺事件的摩門教徒後來都起誓保守這個秘密。數十具屍體草率地被拖到小溝和一些地勢低的地方，然後簡單地覆上一層薄土。這些簡單的掩埋禁不住風吹雨打，屍體後來被野獸撕拉散佈得到處都是。

### 倖存的孩子們
約有17個小孩謹慎地被留活口。在屠殺事件發生後一個小時，李指示菲利浦·金根史密斯（Philip Kingensmith） －可能還有另外兩個人－ 將小孩子們帶去附近的一個印地安代理人雅各布·漢布林（Jacob Hamblin）的農場，其中的幾個小孩在屠殺事件中受傷。後來在一個非摩門教的猶他領地印地安人事務監理官雅各布·福尼的指示下，這些孩子們被放在當地的摩門教家庭裡，等待調查結果及通知親屬。但是有些說詞指出李和這些想要孩子的摩門教家庭交易和討價還價。當時只有3歲的莎拉·法蘭西絲·貝克（Sarah Francis Baker）後來說：『They sold us from one family to another.（他們將我們從一個家庭賣到另一個家庭）』。

## 慘案之後
印地安派尤特人回報說他們收下了範徹車隊的大部分牲畜作為他們參與屠殺的报償。。許多被殺的移民的其他財物（包括從死者身上扒下來沾了血和被子彈射穿的衣物）被帶到雪松城，並被以「從包圍 Sebastopol 取得的財產」 的名義存在一個後期聖徒的倉庫裡面。對於這些物件到底是被拍賣了還是被當地居民瓜分，有互相牴觸的說法使它沒有定論。一些倖存的孩子們後來宣稱他們看過摩門教徒穿戴著他們逝去的父母的衣服和珠寶。
在屠殺事件發生的兩年後（1859年），代理市長詹姆斯·亨利·卡爾頓（James Henry Carleton）抵達該地調查。他和漢布林去了山地草場，發現了女人的頭髮糾結在梳子上，還有抱在母親懷裡的孩子遺骸。Carleton 後來稱這是個「永遠忘不了的情景」。在收集好了死者殘骸後，卡爾頓的士兵們將他們埋葬，並立了一塊石頭刻上「Here 120 men, women, and children were massacred in cold blood early in September, 1857. They were from Arkansas（這裡有120個男人、女人、和小孩於1857年9月初被冷血地屠殺。他們是從阿肯色州來的。）」，旁邊還有個十字架上面寫有「Vengeance is mine. I will repay, saith the Lord（主說：伸冤在我，我必報應）」。
同時，福尼和領地長官康寧斯（Cummings）指示漢布林和卡爾頓去當地的摩門教家庭中聚集倖存的孩子們，並把他們帶到鹽湖城，之後他們回到了他們的在阿肯色州和其他州的親人的懷抱中。幾個摩門教家庭向聯邦政府索取照護孩童的費用並得到財政上的補償，並且還說補償的金額不夠，但是一些孩子得到的生活條件受到非常嚴重的批評。
卡爾頓寫了一份嚴厲批評的報告交給美國國會，指稱當地的摩門教徒和教會高層應為這個屠殺事件負責。但是後來只有約翰·D·李被提起公訴。約翰·D·李的第一次被起訴後來以無效審判收尾，但重審的時候被定罪，最後被死刑隊在山地草場槍決。
造成山地草場屠殺事件的原因和當時的環境因素仍然具極有爭議性。雖然沒有直接證據證明楊百翰下令或暗地裡支持這個屠殺事件，但是摩門教教會高層的參與和在發生事後的清理手段仍然被質疑。另外，雖然所有的口供說辭都說美洲原住民派尤特人當時在場，但是所有歷史報告中在所指在場人數和參與程度上面互相矛盾。
從1988年起，範徹車隊的受害者的後裔和摩門教屠殺者的後裔合作設計了一個紀念碑來取代在那裡摇摇欲墜的原來的標誌。現在該地有3個紀念碑。山地草場協會（Mountain Meadows Association）在1990年建了一個紀念碑，由猶他州公園管理處維護。在1999年，摩門教建了另一個紀念碑，並同意自行維護。

一個在阿肯色州的紀念碑是原來由卡爾頓所立的標誌的複製品，由山地草場紀念基金會（Mountain Meadows Massacre Monument Foundation Inc）維護。